# Colibrí amazília d'Edward
El colibrí amazília d'Edward (Amazilia edward) és una espècie d'ocell de la família dels troquílids (Trochilidae) que habita boscos oberts i ciutats d'Amèrica Central. Al sud-oest de Costa Rica i Panamà.